# Rödögd bladgroda
Rödögd bladgroda, alternativt rödögd lövgroda eller rödögd trädgroda, (Agalychnis callidryas) är en art i familjen lövgrodor. Arten beskrevs först av den amerikanske herpetologen Edward Drinker Cope 1862.
Grodan är en trädlevande lövgroda som trots sina starka färger inte är giftig. De kan simma och är bra på att klättra i träd tack vare sugkoppar på tårna. Den rödögda bladgrodans mest utvecklade sinne är synen, men de litar även mycket till känseln. De är nattaktiva grodor och under dagen vilar de enskilt eller i mindre grupper på undersidan av stora blad där de söker skydd från rovdjur. Grodan är väl kamouflerad i den gröna lövverket där den ligger hopkrupen med de färgglada armarna och benen invikta under kroppen. Även de klart röda ögonen måste döljas och detta sker med hjälp av ett undre ögonlock som fälls upp vid vila. Ögonlocket är transparent, men täcks av ett guldgrönt nätverk som döljer ögonen, samtidigt som grodan kan se igenom det.
Om ett rovdjur attackerar en vilande groda så kommer denna försöka fly, vilket innebär att de klarröda ögonen tvärt öppnas samtidigt som de färgglada sidorna synliggörs. Denna plötsliga exponering av skarpa färger lämnar en spökbild av grodan i angriparens synfält (ungefär som när man tittar in i solen) och kan skrämma eller förvirra rovdjuret tillräckligt länge för att grodan skall hinna fly. Färgerna kan även lura rovdjuret genom att de får arten att framstå som giftig, så kallad mimikry.
Grodans vetenskapliga artnamn kommer från de grekiska orden kallos – vacker, samt dryas – trädnymf.

## Fysiologi
Den rödögda bladgrodan klassas som en medelstor groda och fullvuxna honor blir cirka 7,5 cm långa medan hannarna blir kring 6 cm. Det som främst kännetecknar arten är dess stora, klarröda ögon med avsmalnande vertikala pupiller, som sticker ut från huvudet. Huvudet är avrundat och trumhinnorna är synliga precis bakom ögat. 

Ryggen är grön, men färgen kan variera i olika blåa eller gula nyanser. Grodan kan ändra färg beroende på faktorer som temperatur, humör samt vilken tid det är på dygnet. Täckningen varierar även mellan olika populationer, det finns exempel på individer i Costa Rica och Nicaragua som har svagt mörkgröna linjer längs med ryggen. Det kan även förekomma små vita prickar dorsalt (se bild). 

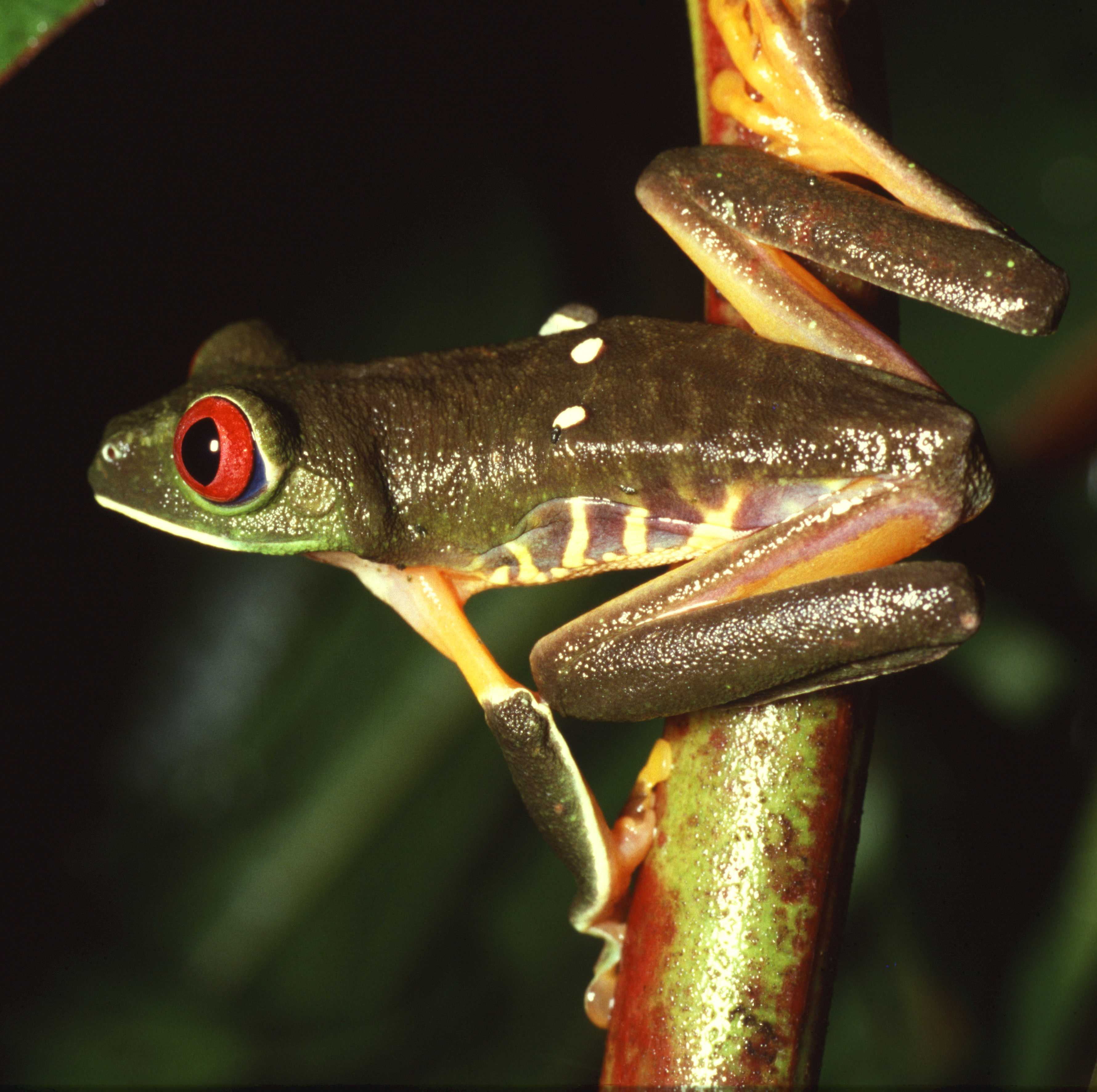
Agalychnis callidryas, Panama

 Sidorna varierar också i färg mellan olika grodpopulationer. De kan vara mörkblå, lila eller bruna med vita eller gula vertikala eller diagonala ränder. Även antalet ränder varierar och ökar ju längre söderut grodan påträffas. Medeltalet i Mexiko ligger på 5 ränder medan det i Panama ligger kring 9 ränder. I de centrala delarna av utbredningsspannet förekommer det populationer med en längsgående gul rand som förbinder de övre ändarna av de vertikala ränderna och separerar den blåa sidan från den gröna ryggen.
Magen är vit, men även ben och armar har klara färger i blått och orange. Den övre sidan av underbenen och underarmarna är dock gröna för att kunna fungera som kamouflage. Den rödögda bladgrodan har karakteristiskt orange-röda händer och fötter med fyra fingrar på varje hand och fem tår, alla försedda med simhud.
Grodynglen är brungröna och blir grönare allt eftersom de mognar, men redan i denna utvecklingsfas kan individer ändra färg beroende på miljö eller humör. Efter metamorfos från yngel till groda har individerna ännu inte utvecklat den karakteristiska röda ögonfärgen, de har nu en gul iris och grodans sidor är ljusare, samt saknar ränder. Cirka två veckor efter förvandlingen till groda börjar den röda färgen framträda i ögonvrån och det tar flera dagar innan färgen har spritt sig och täcker hela regnbågshinnan.
Även om dessa trädlevande grodor inte har de mycket giftiga föreningar på huden som andra färgglada grodor, så är deras skinn täckt av biologiskt aktiva peptider. Man har identifierat fem familjer av peptider på den rödögda bladgrodan: tachykininer, bradykininer, caerulein, opioida peptider (dermorfin) och sauvagin.

## Utbredning och habitat
Den rödögda bladgrodan förekommer i mesta delen av Centralamerika; den är spridd från Veracruz i södra Mexiko, genom Belize, norra Guatemala, norra Honduras, Nicaragua och Costa Rica till Panama. En isolerad rapport har även placerat grodan i Cartagenas botaniska trädgård i norra Colombia.
Grodan lever i de neotropiska regnskogarna och utsätts för temperaturer som ligger kring 24–32 °C under dagen och 18–24 °C under natten, beroende på årstid och väderlek. De föredrar regnskogens lågland, men kan även leva i de omkringliggande kullarna på höjder upp till 1250 meter över vattnet. Den är speciellt vanlig i områden nära vattenansamlingar som floder eller dammar. Under natten kan man hitta grodan liggande med hela eller bakre delen av kroppen blötlagd i grunt vatten.

## Fortplantning
Fortplantning hos den rödögda bladgrodan inleds samtidigt som de första regnen faller sent i maj och avslutas i november. Parning sker under hela säsongen, men når sitt maximum i juni och ibland en andra gång i oktober. Ägglossning sker troligen två gånger per säsong då honor med ägglossning även bär på motsvarande antal omogna halvstora ägg i äggstocken, vilket kan förklara den ökade parningsaktiviteten senare under säsongen.

### Parningsritual
Parningen inleds i skymningen med ett högljutt kväkande från hannarna. Under regniga nätter, när dammar och floder är fyllda med vatten, föredrar de att locka på honor från positioner nära marken, medan de annars huserar i de kringliggande trädgrenarna. När nederbörden och vattennivån är tillräcklig så klättrar de ner ur träden och fortsätter locka på honor vid vattenkanten. Under kväkandet ändrar de ofta position och sprider på så sätt ut ljudet över en större yta. Hannarna har två läten; ett aggressivt kväkande som påminner om ett mjukt skrockande, vilket används för att markera revir och avskräcka andra hannar. Det andra lätet används för att attrahera honor och kan beskrivas som en upprepning av ordet "chack". Repetitionerna sker i intervaller på 8–60 sekunder och frekvensen ligger kring 1,5–2,5 kHz.
Under parningsritualen har även våldsamma darrningar observerats hos hannar. Detta sker när kväkandet når sitt klimax och har bara observerats hos arten A. callidryas. Hannarna ställer sig och stirrar in i varandras ansikten samtidigt som de darrar våldsamt och minsta rörelse leder till en brottningsmatch mellan de båda. Grodan blåser även upp sin strupsäck och ställer sig upp på alla fyra i ett försök att avskräcka rivaler.
Honor som lockats av hannarnas kväkanden klättrar långsamt ner från de omgivande trädgrenarna och försöker att inte tilldra sig någon uppmärksamhet. Hon närmar sig den utvalda hannen rakt framifrån och tillåter amplexus. Skulle honan upptäckas av andra hannar på vägen till den utvalde så kommer dessa istället att ta hans plats på hennes rygg. Under amplexus klämmer sig hannen fast på honans rygg genom att omfamna henne med sina armar och ben runt hennes mage. Det händer att ensamma par attackeras av hannar som slåss om platsen på honan och mer än tre hannar kan samtidigt klämma sig fast på en enda hona. Studier har bekräftat att multipelt faderskap förekommer i det vilda och att de andra hannarna kan bidra signifikant till att befrukta äggen.
Grodorna är diploida och har 13 kromosompar.

### Befruktning och äggläggning
När amplexus har uppnåtts bär honan ner hannen till vattnet där hon stannar i cirka 10 minuter för att absorbera vatten genom skinnet. Detta är viktigt för att hon senare ska kunna producera den gelatinlika beläggning som omger en klump med ägg. Det är ett känsligt stadium i parningen då hannen ofta utsätts för rivaliserande hannars försök att ta över honan. Om det inte sker kommer dock äggen att torka ut och ingen avkomma kan produceras. Efter absorptionen klättrar hon tillbaks upp bland vegetationen, fortfarande med hannen på ryggen och väljer ut ett bra äggläggningsställe. Äggen läggs ofta på översidan eller undersidan av ett stort blad som hänger upp till 4 meter över vattnet. Befruktningen sker direkt efter äggläggning och den hanne som är bäst placerad på honans rygg kommer att lyckas befrukta flest ägg. Hannen stannar på honans rygg tills alla äggen har lagts och detta kan ta en dag eller längre. Parningen är väldigt energikrävande för grodorna då honan kan lägga upp till fem äggklumpar under en natt och mellan varje gång måste hon absorbera vatten, med hannen på ryggen hela tiden. Hannarna har även de fullt upp med att undvika andra hannar.
Man har hittat äggklumpar på översidan av blad, där bladet är vikt över äggen. Detta är ett utmärkt skydd mot rovdjur och mot solen, men det är osäkert om grodan aktivt viker bladet eller om den väljer att lägga äggen på växter som har en tendens att rulla ihop bladen. Aktiv vikning av blad har observerats hos andra arter av lövgrodor (Phyllomedusa iheringi, P. hypochondrialis och P. sauvagii).
Vid varje äggläggning läggs cirka 30–50 blekgröna ägg. De omges av en gelatinlik massa som har flera funktioner. Beläggningen skyddar mot rovdjur, den klibbar fast äggen på vegetationen vid parningsplatsen, samt skyddar äggen från uttorkning. Äggen är ca 3,5 millimeter i diameter vid äggläggning och de växer till runt 5,2 millimeter före kläckning.

## Utveckling
Grodembryona utvecklas inuti äggen i 6–10 dagar innan de kläcks, majoriteten av äggen kläcks vid dag 7 om de är ostörda. Själva tiden för kläckningen styrs av embryot självt genom att det rör sig kraftfullt inne i ägget. Yttre påverkan kan ha olika effekt på kläckningen beroende av dess natur. En ormattack resulterar i att alla ägg, i en klump, kläcks samtidigt inom ett par minuter, medan en attack från en geting resulterar i att de ägg som angrips eller en mindre grupp ägg nära getingen kläcks. Detta är ett logiskt val då ormar äter hela klumpar av ägg, medan getingar nöjer sig med att äta ett embryo i taget. De embryon som lämnas kan då tillbringa mer tid i ägget och hinner utvecklas mer innan de måste möta farorna i vattnet nedanför. Ett embryo kan kläckas så tidigt som fyra dagar efter äggläggning om det krävs. Även svampinfektioner (av familjen Phaeosphaeriaceae) kan leda till att ägg kläcks i förtid, detta sker då över en längre tid istället för den snabba kläckningen vid rovdjursattack. De ägg närmast svampinfektionen kläcks och det bildas en barriär av tomma ägg som skyddar mot vidare infektion av äggklumpen. Resten av äggen kommer nu kläckas under en period på några dagar, men det kommer att ske tidigare än för friska ägg. Forskning har visat att embryon kan utvärdera tidsmönster hos de vibrationer som bildas i underlaget under en eventuell attack, de kan till exempel skilja på ett ösregn och en attackerande orm.
Vätskan som frigörs när äggen spricker hjälper till att spola loss ynglen (larverna) från bladet ner i det underliggande vattnet. De yngel som faller på marken eller inte kommer loss från bladet där de kläcktes kan överleva i upp till 20 timmar. Om de har tur spolas de ner i vattnet när det regnar eller så lyckas de slå med svansen så att de rör sig dit själva. Under 75–80 dagar i vattnet utvecklas ynglen till fullvuxna grodor när de genomgår metamorfos. Grodan blir tre till fem år gammal i det vilda.

## Roll i ekosystemet
Majoriteten av de djur som livnär sig på rödögda bladgrodor använder främst sin syn vid jakt. Fåglar, sköldpaddor, ormar, ödlor, fladdermöss samt andra däggdjur utgör ett hot för de vuxna grodorna. Även äggen är hotade av trädlevande ormar, samt getingar, apor och fluglarver. De vattenlevande ynglen utsätts för andra faror än de vuxna djuren, de hotas av räkor, fiskar (Brachyraphis rhabdophora), samt stora vattenloppor (olika arter av Belostoma). Vattenspindlar äter gärna unga grodor som nyligen har genomgått metamorf.
Grodorna själva är köttätare och intar föda främst under natten. De använder sin gröna färg som kamouflage när de gömmer sig bland trädens blad och väntar på att ett byte ska komma. Bytena består mestadels av insekter; oftast syrsor, malar, flugor och gräshoppor, men ibland händer det att de även äter mindre grodor. När de äter kan grodorna dra ner ögonen genom taket i munhålan för att bättre kunna svälja födan. Grodynglen lever av att filtrera vattnet som de lever i och kan på så sätt fånga upp den näring de behöver.

## Relation till människan
Den rödögda bladgrodan är rikligt förekommande i sin naturliga miljö och anses inte vara nära utrotning, trots att antalet grodor minskar. Regnskogarna de lever i är hotade av bland annat skogsskövling, torrläggning av våtland, klimat- och atmosfärförändringar samt miljöföroreningar. Denna påverkan har orsakat en dramatisk nedgång i den generella amfibiepopulationen i Central- och Sydamerika. 
Grodan är även en av de mest populära lövgrodor som hålls i fångenskap, både som husdjur och i zoologiska trädgårdar.